# Дузен
Дузен (фр. Douzains) насеље је и општина у југозападној Француској у региону Аквитанија, у департману Лот и Гарона која припада префектури Вилнев сир Лот.
По подацима из 2011. године у општини је живело 270 становника, а густина насељености је износила 21,33 становника/km². Општина се простире на површини од 12,66 km². Налази се на средњој надморској висини од 126 метара (максималној 151 m, а минималној 65 m).

## Демографија
| 1962. | 1968. | 1975. | 1982. | 1990. | 1999. | 2011. |
| ----- | ----- | ----- | ----- | ----- | ----- | ----- |
| 238   | 272   | 225   | 193   | 206   | 244   | 270   |

График промене броја становника у току последњих година